# Hirundichthys speculiger
Hirundichthys speculiger är en fiskart som först beskrevs av Valenciennes, 1847.  Hirundichthys speculiger ingår i släktet Hirundichthys och familjen Exocoetidae. Inga underarter finns listade i Catalogue of Life.